# 무코지마 다쓰루
무코지마 다쓰루(일본어: 向島 建, 1966년 1월 9일 ~ )는 일본의 전 축구 선수이다.

## 구단 경력
1988년 일본 사커 리그의 도시바에 입단했다. 1992년 J1리그의 시미즈 에스펄스로 이적했다. 1996년까지 85경기에 출전하여, 15득점을 넣었다. 1997년 재팬 풋볼 리그의 가와사키 프론탈레로 이적했다. 1999년 J2리그 우승으로 J1리그로 승격했다. 2000년후 J2리그에 강등했다. 2001년후 현역 은퇴.